# Akademie für Datenverarbeitung Böblingen

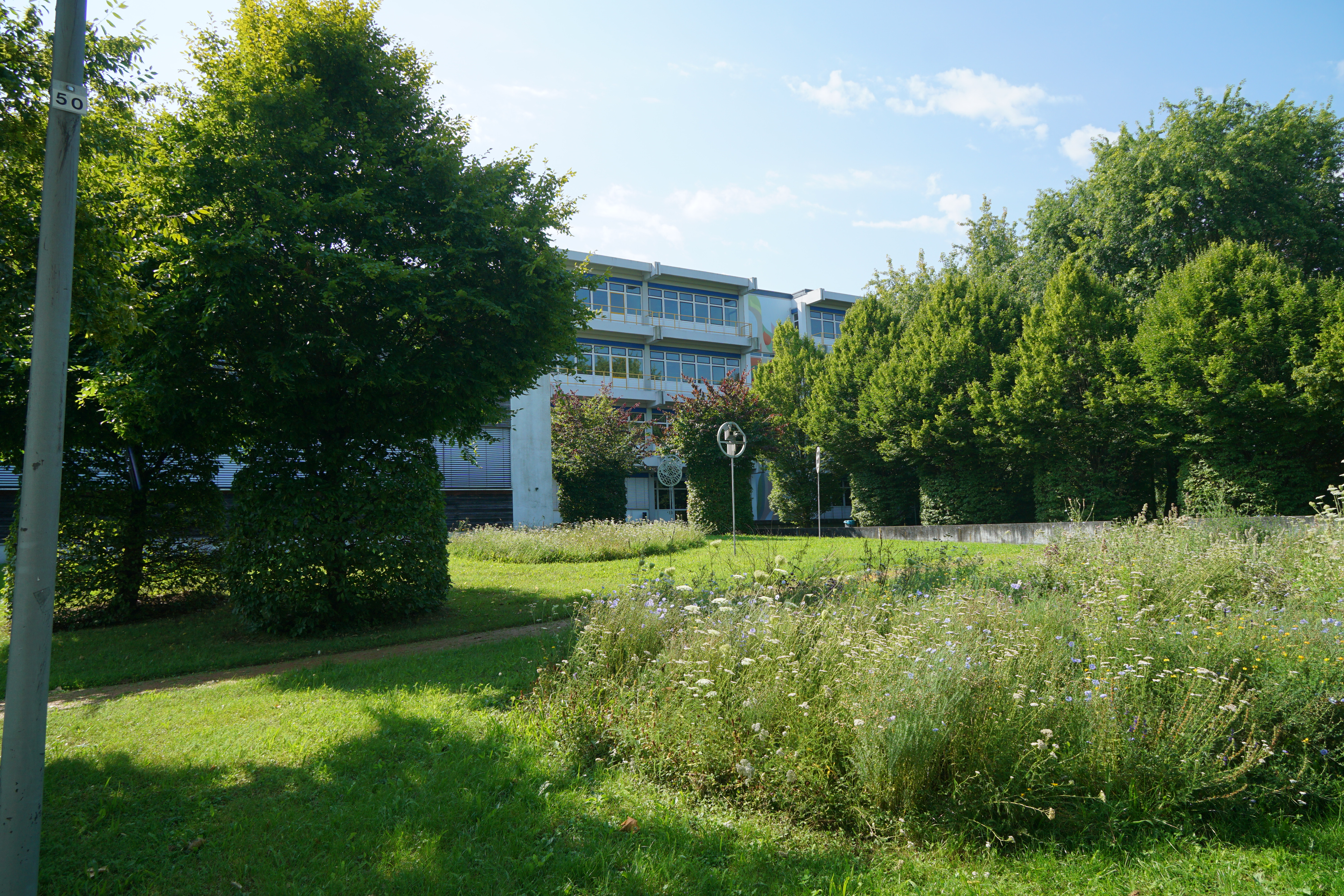

Die Akademie für Datenverarbeitung (ADV) ist eine staatliche Einrichtung zur beruflichen Aus- und Weiterbildung in Böblingen. Sie ist seit 2012 eine Abteilung der Gottlieb-Daimler-Schule 2 in Sindelfingen.
An der ADV wird seit 1978 die dreijährige Ausbildung zum Staatlich geprüften Informatiker bzw. Staatlich geprüften Informatikerin angeboten.

## Ausbildung
Träger der Akademie, die seit dem Jahr 1972 besteht, sind das Land Baden-Württemberg und der Landkreis Böblingen. An der ADV unterrichten wissenschaftlich ausgebildete Lehrkräfte des Landes. 
Sie bestand viele Jahre aus dem dreijährigen Berufskolleg für Informatik (BKI), der Fachschule für Wirtschaft Fachrichtung Wirtschaftsinformatik, und der Kaufmännischen Berufsschule für IT-Ausbildungsberufe. Nach der Zusammenlegung mit der Gottlieb-Daimler-Schule 2 hat sie sich auf die Ausbildung zum Staatlich geprüften Informatiker (BKInf) spezialisiert.
An der ADV befinden sich 2019 etwa 650 Schüler, davon 150 im Praktikum. Die Ausbildung findet im Klassenverband statt.
Das Berufskolleg für Informatik (BKI) bietet eine dreijährige Berufsausbildung für Abiturienten zum „staatlich geprüften Informatiker“. Die theoretische Ausbildung im 1. und 3. Studienjahr wird im zweiten Jahr ergänzt durch ein einjähriges Praktikum. Eine Zusatzprüfung zur CCNA-Zertifizierung ist möglich.
Es stehen nachfolgend drei Fachrichtungen zur Auswahl:
| Voraussetzung                 | Abitur oder gute Fachhochschulreife | Abitur oder gute Fachhochschulreife | Abitur oder gute Fachhochschulreife |
| ----------------------------- | ----------------------------------- | ----------------------------------- | ----------------------------------- |
| 1. Jahr (Grundstufe)          | Wirtschaft                          | Medien                              | Technik                             |
| 2. Jahr                       | Betriebspraktikum                   | Betriebspraktikum                   | Betriebspraktikum                   |
| 3. Jahr (Aufbaustufe)         | Wirtschaft                          | Medien                              | Technik                             |
| Abschluss                     | Staatlich geprüfter Informatiker    | Staatlich geprüfter Informatiker    | Staatlich geprüfter Informatiker    |
| Abschluss                     | Staatlich geprüfte Informatikerin   |                                     |                                     |
| Bachelor im Anschluss möglich |                                     |                                     |                                     |

*) Entscheidung während des Betriebspraktikums vorbehaltlich ausreichender Anmeldezahl
Die Studierenden der allgemeinen Wirtschaftsinformatik haben im 3. Jahr die Wahlmöglichkeit zwischen den Ausbildungsrichtungen Logistik sowie Systeme und Netze.

## Betriebspraktikum
Das zweite Ausbildungsjahr besteht aus einem zusammenhängenden Betriebspraktikum, das aufgrund seiner Dauer einen Praxisbezug vermittelt. Der Praktikant wird in ein größeres Projekt eingebunden und erhält Einblick in das Projektmanagement. Seine eigenen Leistungen dokumentiert er in Form einer Praktikumsarbeit.
Insgesamt bieten ca. 500 Unternehmen Praktikumsplätze für Studierende der ADV an.

## Bekannte Absolventen
- Phillip Müller, Politiker (Bündnis 90/Die Grünen) und ehemaliger Landtagsabgeordneter, Abschluss 1993
- Saskia Esken, Politikerin (SPD), Vorsitzende der Sozialdemokratischen Partei Deutschlands, SPD (seit 2019). Bundestagsabgeordnete, Mitglied im Bundestagsausschuss „Digitale Agenda“, Abschluss 1991